# الصمخية (قرية)
الصمخية قرية سعودية تقع في جنوب غرب المملكة، في مركز الواديين في محافظة أحد رفيدة بمنطقة عسير. وترتفع عن سطح البحر حوالي 2700 متر. وتتميز بأن تربتها صالحة للزراعة وتهطل الأمطار فيها بغزارة.ويقطنها عشائر من قبيلة لحاف رفيدة قحطان.ومنهم ال عواض ال عسلوف وال شبيب و آل مريع وال دلمخ وال ملاهي وال ابو سبعة وال يابس وال حريص و ال دنينه.